# Mühlbühl
Mühlbühl ist ein Gemeindeteil der Gemeinde Nagel im oberfränkischen Landkreis Wunsiedel im Fichtelgebirge (Oberfranken, Bayern).

## Geographie und Verkehrsanbindung
Das Dorf Mühlbühl liegt nordöstlich des Kernortes Nagel an der Staatsstraße 2665. Die B 303 verläuft nördlich.

## Geschichte
Zum ersten Mal urkundlich erwähnt wurde der Ort als „Milchbiehl“ im Jahre 1787 in einem Kastenamt-Partikular. Wie aus diesem Eintrag hervorgeht, wurde Mühlbühl vom damaligen Besitzer des Rittergutes Fahrenbach errichtet, nachdem ein Waldgebiet von etwa 15 Tagewerk durch Windbruch unbrauchbar geworden war und urbar gemacht wurde. Es bestand damals aus 18 Häusern und hatte einen Dorfrichter. Während Mühlbühl politisch zu Kurpfalz-Bayern gehörte, unterstand es lehensrechtlich dem Fürstentum Bayreuth. Die Grenze zwischen diesen beiden Territorien verlief durch den Ort und es bestand dort eine Maut- und Zollstation. 1803 fiel Mühlbühl an das Königreich Preußen und die Grenzstation wurde aufgelöst. 1810 erfolgte die endgültige Eingliederung in das Königreich Bayern.

## Baudenkmäler
In der Liste der Baudenkmäler in Nagel (Fichtelgebirge) sind für Mühlbühl zwei Baudenkmäler und war ein ehemaliges Baudenkmal aufgeführt.